# 아파치 우지
아파치 우지(Apache Oozie)는 하둡의 잡(job)을 관리하기 위한 서버 기반의 워크플로 스케줄링 시스템이다.
우지의 워크플로는 워크플로 정의 안에 ${inputDir} 등의 변수를 사용하여 파라미터화할 수 있다. 워크플로 잡을 제출할 때 파라미터의 값들을 지정해야 한다. 파라미터를 적절히 지정하면(각기 다른 출력 디렉터리를 사용하여) 여러 동일한 워크플로 잡들을 동시에 실행할 수 있다.
우지의 워크플로는 방향성 비사이클 그래프에서 제어 흐름과 액션 노드의 모임으로 정의된다. 제어 흐름 노드는 워크플로의 시작과 끝(시작, 끝, 실패 노드), 그리고 워크플로 실행 경로를 제어하기 위한 구조(결정, 포크, 조인 노드)를 정의한다. 액션 노드들은 워크플로가 계산/처리 작업의 실행을 명령하는 매커니즘이다. 우지는 하둡 맵리듀스, 하둡 분산 파일 시스템 조작, 피그, SSH, 이메일을 포함한 각기 다른 종류의 액션의 지원을 제공한다. 우지는 추가적인 유형의 액션을 지원하도록 확장할 수도 있다.
우지는 자바 서블릿 컨테이너로 실행되어 아파치 라이선스 2.0으로 배포되는 자바 웹 애플리케이션으로 구현되어 있다.

### 편집기
- Hue editor and dashboard
- Oozie workflow generator
- Oozie Eclipse plugin 보관됨 2015-09-27 - 웨이백 머신